# Cerkiew Przemienienia Pańskiego w Kiejdanach
Cerkiew Przemienienia Pańskiego – cerkiew prawosławna w Kiejdanach, położona przy ulicy Giedymina. 

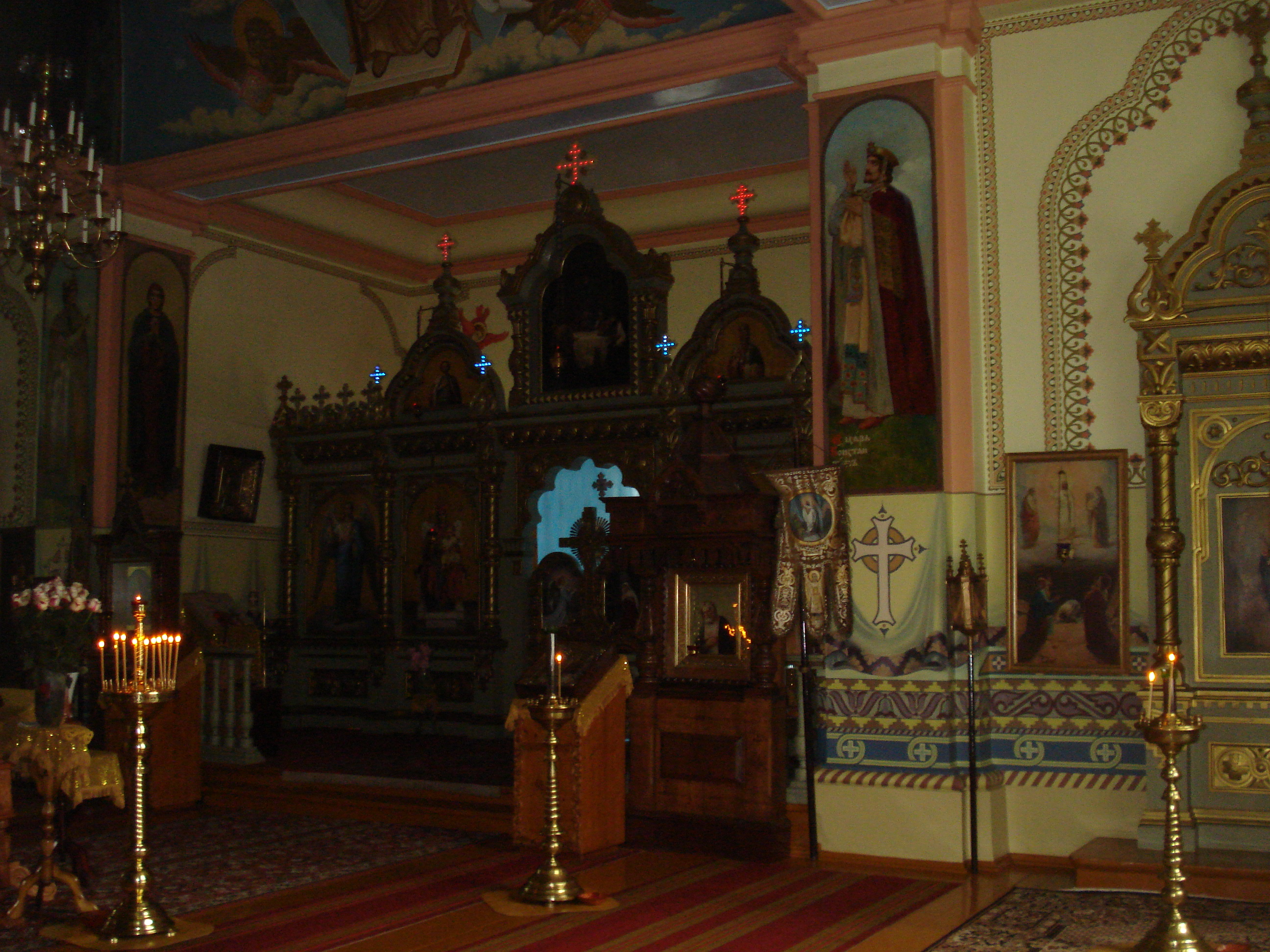
Wnętrze cerkwi

## Historia
Pierwsza prawosławna świątynia w Kiejdanach została wzniesiona w 1652 jako część męskiego monasteru. Działał on do pożaru w 1771, po którym nie został odbudowany. Świątobliwy Synod Rządzący oficjalnie w 1798 poinformował o jego zamknięciu, w tym czasie nieczynna była także cerkiew. Częściowo odrestaurowana, pełniła ona jedynie funkcje cerkwi polowej i nie była miejscem regularnych nabożeństw. 
Parafia prawosławna w Kiejdanach powstała na nowo dopiero w 1846. W 1895 wzniesiony został obecny budynek cerkwi. Mimo porzucenia go w okresie I wojny światowej, nie poniósł w tym czasie żadnych strat i od listopada 1918 na nowo stał się czynną placówką duszpasterską. Według danych eparchii z 1937 parafia w Kiejdanach w 1941 liczyła 341 osób, w 1945 – 230. 
W 1947 władze radzieckie zgodziły się na czynne działanie cerkwi, jednak w 1961 odebrały parafii podległą jej kaplicę cmentarną św. Andrzeja i zmieniły ją na magazyn.

## Architektura
Cerkiew jest wzniesiona na planie czworoboku z wyodrębnionym pomieszczeniem ołtarzowym i przedsionkiem. Nad wejściem do budynku położona jest dzwonnica zwieńczona iglicą z krzyżem dekorowaną oślimi grzbietami. Poniżej iglicy znajdują się półkoliste okna. Pozostałe otwory okienne w cerkwi mają podobny kształt, są obramowane motywem naśladującym kolumny doryckie. Nad nawą położona jest pojedyncza cebulasta kopuła z krzyżem. Cały gmach malowany jest na biało i jasnozielono. 
We wnętrzu cerkwi zachowały się: zabytkowy ikonostas, dwa boczne kioty z ikonami oraz zespół fresków na suficie i ponad pomieszczeniem ołtarzowym. 